# Dijkvaart (Workum-Makkum)
De Dijkvaart (Fries en officieel: Dyksfeart) is een kanaal in de gemeente Súdwest-Fryslân in de provincie Friesland tussen Workum en Makkum.
De Dijkvaart loopt van de Diepe Dolte in Workum in noordelijke richting langs de Makkumerdyk naar buurtschap Doniaburen. Ten westen van Ferwoude is er verbinding met de Djippert en is er verbinding met de Gaaster Indijk naar Wonneburen. In noordwestelijke richting gaat de Dijkvaart naar Gaast aan de kust van het IJsselmeer. Aan de oostzijde is er verbinding met de Nieuwe Gaastervaart (Gaaster Feart). De Dijkvaart loopt in noordelijke richting langs buurtschap Kooihuizen naar het dorp Piaam. Bij Makkum gaat de vaart verder als Kleine Zijlroede. De Dijkvaart heeft een lengte van elf kilometer.

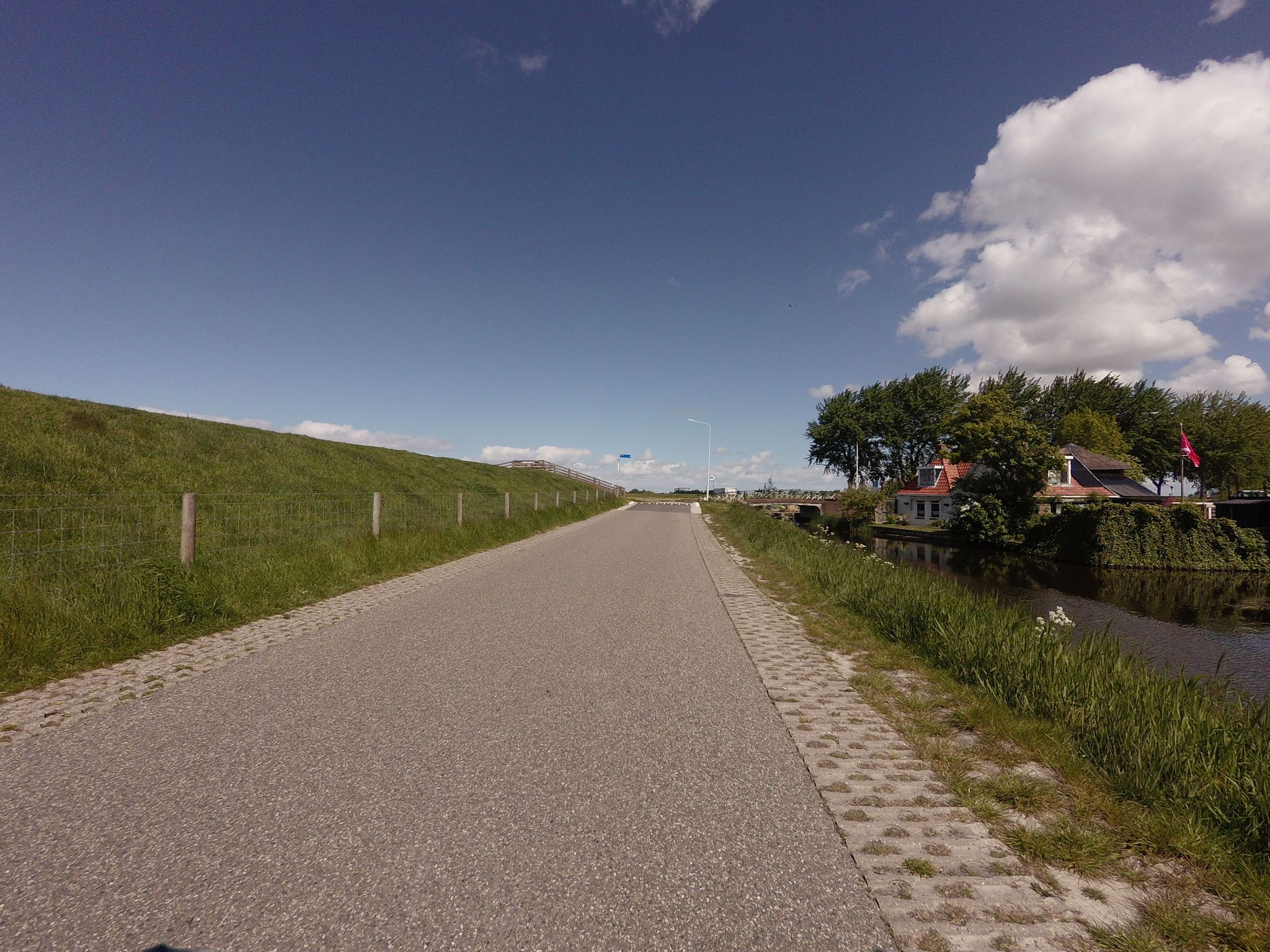
De Dijkvaart bij Piaam